# 通用转录因子

Transcription Factors

通用转录因子（英語：General transcription factor，GTFs）是最基本的轉錄因子，為一群轉錄因子蛋白，鍵結於DNA的特殊位置以活化轉錄。GTFs、RNA聚合酶和輔活化子再加上蛋白質組成了轉錄的一個裝置。GTFs和基因調節有密切關係，對生命有重要關係。
在細菌中，轉錄起始需要一個RNA聚合酶，和一個單一的GTF:σ因子
在古菌和真核生物中，轉錄起始需要RNA聚合酶，和一連串多種的GTFs。真核生物的轉錄起始藉由RNA聚合酶II牽涉到以下的GTFs:
TFIIA
TFIIB
TFIID
TFIIE
TFIIF
TFIIH